# Jardim Leonor Mendes de Barros

Jardim Leonor Mendes de Barros é um bairro na zona norte da cidade de  São Paulo. Seu nome é homenagem a Leonor Mendes de Barros (1905 - 1992), esposa do ex-prefeito e ex-governador do estado de São Paulo, Ademar de Barros.